# Liste der Bodendenkmäler in Kreuzwertheim
Auf dieser Seite sind die Bodendenkmäler in dem unterfränkischen Markt Kreuzwertheim zusammengestellt. Diese Tabelle ist eine Teilliste der Liste der Bodendenkmäler in Bayern. Grundlage ist die Bayerische Denkmalliste, die auf Basis des Bayerischen Denkmalschutzgesetzes vom 1. Oktober 1973 erstmals erstellt wurde und seither durch das Bayerische Landesamt für Denkmalpflege geführt wird. Die folgenden Angaben ersetzen nicht die rechtsverbindliche Auskunft der Denkmalschutzbehörde.

## Bodendenkmäler in Kreuzwertheim
| Lage                            | Objekt | Akten-Nr.     | Bild           |
| ------------------------------- | --- | ------------- | -------------- |
| Röttbacher Straße 38 (Standort) | Befunde der frühen Neuzeit im Bereich der katholischen Kirche St. Antonius von Padua in Röttbach. | D-6-6123-0067 |                |
| Kirchweg 4 (Standort)           | Mittelalterlicher Vorgängerbau und Befunde der frühen Neuzeit im Bereich der katholischen Pfarrkirche St. Markus in Unterwittbach.                                                                           | D-6-6123-0069 |                |
| Beunweg (Standort)              | Bestattungsplatz mit Grabhügeln vorgeschichtlicher Zeitstellung. | D-6-6123-0103 |                |
| Himmelreich (Standort)          | Befestigte Höhensiedlung mit Funden des Jungneolithikums, der Urnenfelderzeit, der späten Hallstattzeit, der frühen Latènezeit und der Völkerwanderungszeit sowie Grabhügel vorgeschichtlicher Zeitstellung. | D-6-6223-0001 |                |
| Himmelreich (Standort)          | Mittelalterliche Wüstung Wettenburg. | D-6-6223-0002 |                |
| Kirchplatz 2 (Standort)         | Befunde des Mittelalters und der frühen Neuzeit im Bereich der evangelisch-lutherischen Pfarrkirche in Kreuzwertheim.                                                                                        | D-6-6223-0003 | weitere Bilder |
| Hauptstraße 37 (Standort)       | Befunde der frühen Neuzeit im Bereich des Schlosses von Kreuzwertheim. | D-6-6223-0029 | weitere Bilder |